# Nampalys Mendy
Nampalys Mendy (sinh ngày 23 tháng 6 năm 1992), là một cầu thủ bóng đá chuyên nghiệp người Sénégal thi đấu ở vị trí tiền vệ phòng ngự. Anh hiện đang thi đấu cho câu lạc bộ Leicester City và đội tuyển bóng đá quốc gia Sénégal.
Do tầm vóc nhỏ bé, khả năng phân phối bóng đơn giản và phong cách chơi bóng đáng tin cậy, Mendy được so sánh với cựu tuyển thủ Pháp, Claude Makélélé. Ví dụ, tuyển trạch viên Didier Christophe của câu lạc bộ Monaco đã gọi Mendy là "bản sao carbon" của Makélélé.

## Đời tư
Mendy là em họ của các cầu thủ bóng đá đồng hương Bafétimbi Gomis và Alexandre Mendy.

## Danh hiệu
Monaco
- Ligue 2: 2012–13